# Złota kolekcja: Przeznaczenie / Droga
Złota kolekcja: Przeznaczenie / Droga – dwupłytowy album kompilacyjny zespołu Harlem wydany w 2013 roku. Płyta ukazała się w ramach serii Złota kolekcja wydawnictwa Pomaton.

## Lista utworów
Źródło:.
| 1. „Polski Harlem” – 3:39 2. „Mam życie” – 4:52 3. „Hedone” – 4:38 4. „Piąta trzydzieści” – 4:44 5. „Stąd do nieba” – 3:49 6. „Blues o zdradzie” – 5:47 7. „Bingo” – 3:19 8. „Wolni jak motyle” – 3:58 9. „Błękitny” – 3:38 10. „Je, je” – 3:22 11. „Jak lunatycy” – 4:39 12. „Bezsenne noce” – 5:22 13. „W pamięci luster” – 4:33 14. „Kora” – 4:45 15. „Wierzę w siebie” – 3:43 16. „Czekając na miłość” – 3:57 17. „Kiedy góral umiera” – 7:34 | 1. „Biegnę” – 4:09 2. „Między ziemią a niebem” – 4:25 3. „Jesteś moim domem” – 3:57 4. „Most nad diamentową rzeką” – 3:27 5. „Wyspa róż” – 3:41 6. „Opłatek pod gwiazdami” – 4:20 7. „You`re In Love Again” – 3:22 8. „Świat w obłokach” – 3:15 9. „Niebo nade mną” – 4:12 10. „Przywitaj ze mną nowy dzień” – 3:47 11. „Love You More” – 4:43 12. „Kropla” – 4:56 13. „Fiduaje” – 5:15 14. „Serce jak kamień” – 3:21 15. „Oddychaj” – 5:04 16. „Nie zapomnij mnie” – 3:39 17. „Porucznik Sławek B” – 3:11 18. „Nim przyjdzie wiosna” – 8:58 |